# ペガサート
ペガサート（PEGASART）は、静岡県静岡市葵区にある地下2階地上21階塔屋2階の学ぶ・遊ぶ・食べるをテーマにした
複合型商業施設である。運営・管理は、株式会社ペガサートが、行っている。ペガサートとは、伝馬町の「てんま」から「天馬・ペガサス」と、御幸町の「幸」から連想される「ハート」を組み合わせた造語。

## 歴史
御幸町伝馬町第一地区第一種市街地再開発事業により、2004年（平成16年）7月に竣工した。

## 特徴
21階建て超高層ビル及び商業施設

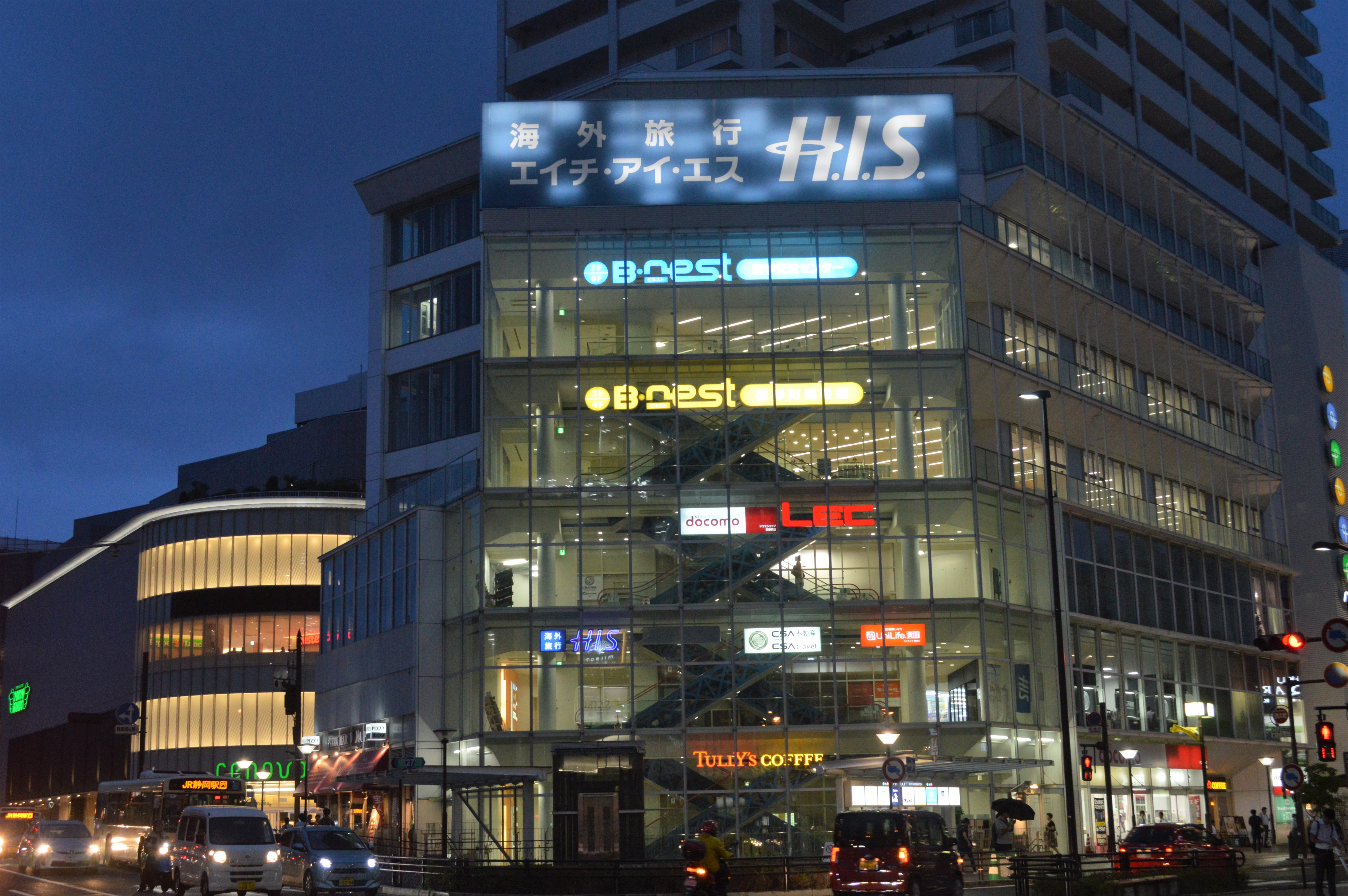
夜のペガサート

建築主は御幸町伝馬町第一地区第一種市街地再開発組合、静岡鉄道。設計・監理はアール・アイ・エー。施工は大成・鈴与・静鉄共同企業体。
敷地面積は約2,772㎡、建築面積は約1,630㎡、延床面積は約24,000㎡。鉄筋コンクリート構造で、高さは85.11m。
地下1階～地上3階に店舗、4・5階に静岡市立御幸町図書館、6・7階に静岡市産学交流センター、8～21階に分譲マンションのマークス・ザ・タワー静岡（93戸）が入る。4～7階の公共施設の愛称はB-nest（ビネスト）。

## フロア
出典は公式サイト

### B1F バラエティーフロア
- 駿河ラーメン フジメン
- かなで薬局
- レジーナクリニック
- スヴェンソン　静岡サロン
- スヴェンソン　静岡スタジオ
- 医療法人美静会 スキンケアクリニック
- 医療法人AQUA 静岡デンタルオフィス
- ビズフライト

### 1F バラエティーフロア
- ドコモショップ新静岡店
- タリーズコーヒー
- 快適24 ペガサート

### 2F-3F カルチャーフロア
- ピラティスK
- MARUKO 静岡店
- CSA不動産
- CSAtravel
- ユニライフ静岡店
- LEC　東京リーガルマインド
- CSA貸会議室
- LITALICOワークス静岡
- 一般社団法人　静岡県中小企業診断士協会
- 新静岡法律事務所

### 4F-7F B-nest
- 静岡市立御幸町図書館
- 静岡市産学交流センター

## 近隣の商業施設
- パルシェ
- ASTY静岡
- 新静岡セノバ
- 静岡東急スクエア
- 静岡モディ
- 松坂屋静岡店
- 静岡伊勢丹
- Den bill
- 静岡パルコ
- セントラルスクエア静岡
- MARK IS 静岡
- 呉服町タワー
- 札の辻クロス
- 葵タワー